# Зилькероде
Зилькероде (нем. Silkerode) — коммуна в Германии, в земле Тюрингия. 
Входит в состав района Айхсфельд. Подчиняется управлению Айксфельд-Зюдхарц.  Население составляет 432 человека (на 31 декабря 2006 года). Занимает площадь 10,96 км². Официальный код  —  16 0 61 088.